# Uranotaenia paludosa
Uranotaenia paludosa är en tvåvingeart som beskrevs av Galindo och Blanton 1954. Uranotaenia paludosa ingår i släktet Uranotaenia och familjen stickmyggor.
Artens utbredningsområde är Panama. Inga underarter finns listade i Catalogue of Life.